# Epacromiacris
Epacromiacris is een geslacht van rechtvleugeligen uit de familie veldsprinkhanen (Acrididae). De wetenschappelijke naam van dit geslacht is voor het eerst geldig gepubliceerd in 1933 door Willemse.

## Soorten
Het geslacht Epacromiacris omvat de volgende soorten:
- Epacromiacris javana Willemse, 1933
- Epacromiacris virgatus Xu, Meng & Meng, 2008